# 사이버스톰 훈련
사이버스톰 훈련(-訓練, 영어: Cyber Storm Exercise)은 미국 국토안보부가 주축이 돼서 2006년부터 격년제로 실시 중인 대규모 사이버테러 대응훈련이다.

## 같이 보기
- DoS 공격
- 해킹
- 인터넷 보안
- 사이버전쟁
- 국군사이버사령부(대한민국 국방부 산하, 2010년 창설)
- 국가사이버안전센터(국정원 산하)
- 사이버테러대응센터(경찰청 산하)